# ميه أوهارا
ميه أوهارا (باليابانية: 上原三枝) هي متزلجة يابانية، ولدت في 1 يوليو 1971 في سوا في اليابان.

## وصلات خارجية
- ميه أوهارا على موقع SpeedSkatingBase.eu (الإنجليزية)
- ميه أوهارا على موقع SpeedSkatingNews.info (الإنجليزية)
- ميه أوهارا على موقع SpeedSkatingStats.com (الإنجليزية)
- ميه أوهارا على موقع اللجنة الأولمبية الدولية (الإنجليزية)
- ميه أوهارا على موقع اللجنة الأولمبية الدولية (الإنجليزية)
- ميه أوهارا على موقع أوليمبيديا (الإنجليزية)